# EV Füssen
EV Füssen – niemiecki klub hokejowy z siedzibą w Füssen. Obecnie występuje w Oberlidze.

## Informacje ogólne
- Nazwa: Eislaufverein Füssen
- Rok założenia: 1922
- Adres: Am Kobelhang, 87629 Füssen

## Sukcesy
- Mistrzostwo Niemiec (16 razy): 1949, 1953, 1954, 1955, 1956, 1957, 1958, 1959, 1961, 1963, 1964, 1965, 1968, 1969, 1971, 1973.
- Mistrzostwo Bawarii (1 raz): 1929.
- Puchar Spenglera (2 razy): 1952, 1964.

## Zawodnicy
W klubie występowali Thomas Greiss (wychowanek), Piotr Kwasigroch, Aleksandr Golc, Wałentyn Ołecki.